# Leasing operacyjny
Leasing operacyjny (usługowy) – polega na przekazaniu przez finansującego (leasingodawcę) na czas oznaczony prawa do użytkowania określonych składników majątku trwałego (lub prawa do użytkowania i pobierania pożytków) korzystającemu (leasingobiorcy) w zamian za odpowiednie opłaty (raty leasingowe).
Zazwyczaj umowa jest zawierana na czas znacznie krótszy od okresu gospodarczej używalności przedmiotu leasingu. Przedmiot umowy leasingu znajduje się w ewidencji środków trwałych leasingodawcy (finansującego), który dokonuje odpisów amortyzacyjnych i ponosi wszystkie koszty (utrzymania, napraw, ubezpieczenia, podatki). Raty leasingowe stanowią dla niego koszt uzyskania przychodu.

## Charakterystyka
Umowa leasingu operacyjnego, podobnie jak umowa leasingu finansowego może zawierać opcję wykupu przez leasingobiorcę przedmiotu leasingu po zakończeniu okresu umowy. Czynsz leasingowy, opłaty wstępne i inne wydatki związane z używaniem przedmiotu umowy są kosztem uzyskania przychodów korzystającego (leasingobiorcy).
Przedmiotem leasingu operacyjnego mogą być przede wszystkim sprzęt komputerowy, samochody osobowe i samochody ciężarowe oraz zespoły urządzeń. Istotne znaczenie ma nadzór ze strony leasingodawcy nad utrzymaniem przedmiotu w stanie należytym. Raty leasingowe wraz z opłatą wstępną stanowią koszt uzyskania przychodu dla leasingobiorcy. Leasing operacyjny dla celów podatku VAT jest traktowany jako usługa, a podatek jest naliczany od każdej raty leasingowej i podlega odliczeniu przez korzystającego (leasingobiorcę).
Ważnym elementem umowy jest klauzula unieważniająca, co oznacza, że może być wcześniej wypowiedziana przez jedną ze stron. Leasingobiorca ma prawo do wcześniejszego zwrotu sprzętu i odstąpienia od umowy. Ryzyko związane z przedmiotem leasingu niemal w całości obciąża leasingodawcę.
W Polsce charakter cywilnoprawny umowy leasingowej został określony przepisami art. 7091-70918 Kodeksu cywilnego wprowadzonymi ustawą z dnia 26.07.2000 r. o zmianie ustawy Kodeks cywilny (Dz.U. z 2000 r. nr 74, poz. 857). Przed tą nowelizacją leasing był zaliczany do umów nienazwanych. Należy ponadto zwrócić uwagę na brak spójności w definiowaniu i traktowaniu leasingu w obowiązujących w Polsce regulacjach, tj. Kodeksie cywilnym, przepisach prawa podatkowego oraz ustawie o rachunkowości.